# Hanneke van Zessen
Hanneke van Zessen (9 april 1986) is een nieuwslezer voor radio en tv bij onder andere Hart van Nederland (SBS 6), Radio 538, Radio 10, Radio Veronica en 100%NL. 

## Loopbaan
Van Zessen was presentator en nieuwslezer bij RTV Utrecht, Omroep Flevoland, BNNVARA en de EO. Ze was als radio-dj te horen op het radioproject Uruzgan FM. Ze presenteerde in 2010 op dinsdagnacht het programma ‘Hanneke!’ op 3FM.
Van 2012 tot 2018 was ze werkzaam bij RTV Utrecht en van 2017 tot september 2020 las Van Zessen het nieuws op Radio 538, Radio 10 en Radio Veronica. Ook was zij invaller bij Somertijd en Ekdom in de Morgen. Tussen 2020 en 2023 was ze in dienst bij de NOS als nieuwslezer bij 3FM en Radio 1. Sinds januari 2024 werkt ze als freelancer bij diverse stations. 
In oktober 2024 werd ze toegevoegd aan het presentatieteam van Hart van Nederland van SBS 6 waar ze de ochtendeditie presenteert.
In 2024 publiceerde ze een podcast ‘Kind van God’ waarin ze vertelde over haar streng-christelijke jeugd en met anderen sprak over hoe die doorwerkt in het volwassen leven. De podcast ontving goede recensies en behaalde de best beluisterd positie in de Nederlandse Apple-hitlijst.
Naast haar werk in de media werkt ze als duurzaam stylist voor haar project Styleparels. Hiermee promoot ze het herbruiken van kleding en spullen.